# Jason Armagost

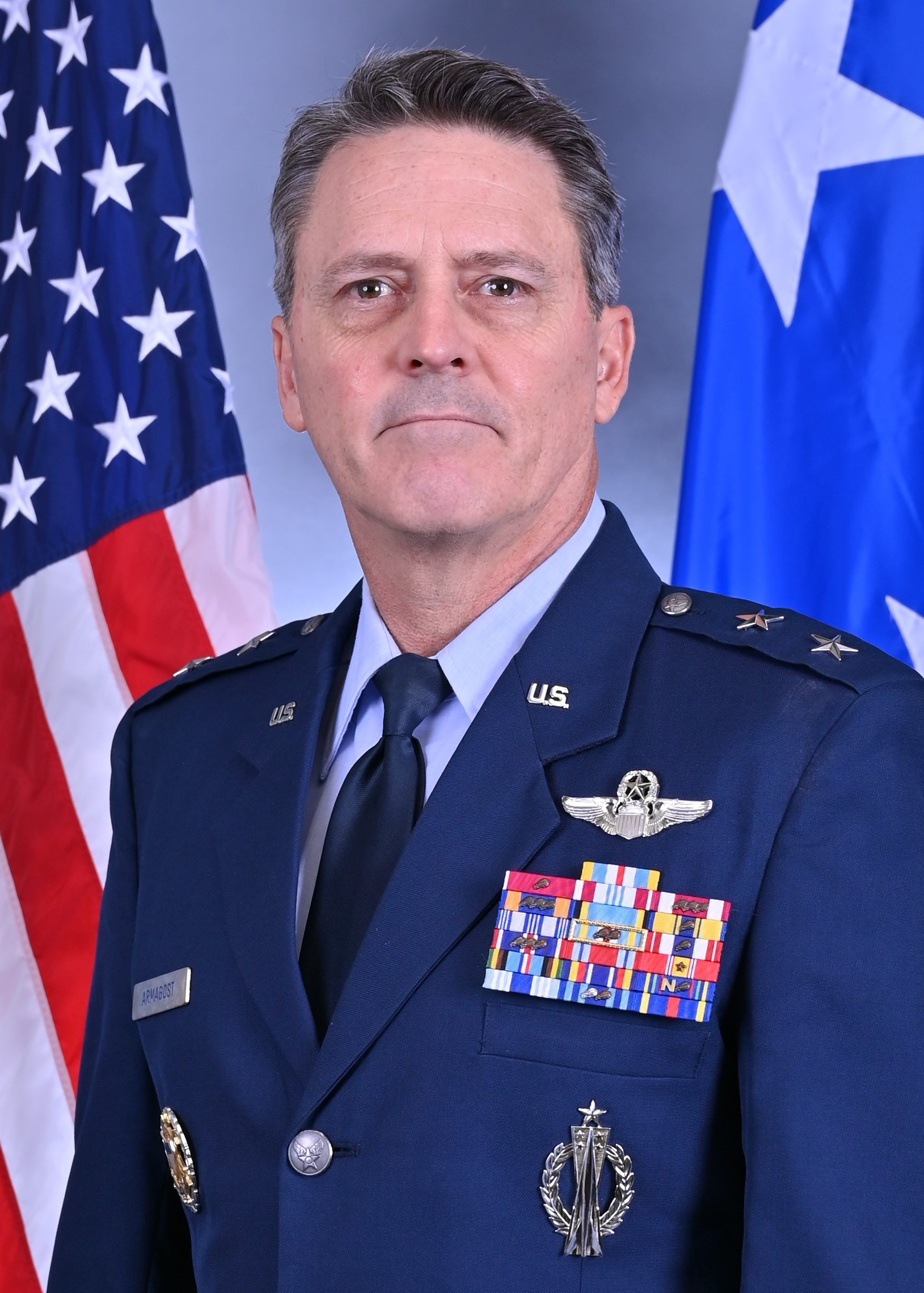
Jason R. Armagost (2023)

Jason R. Armagost (* um 1970) ist ein Generalmajor der United States Air Force. Zur Zeit (November 2024) kommandiert er die 8. Luftflotte.
Im Jahr 1992 absolvierte er die United States Air Force Academy in Colorado Springs. Nach seiner Graduation wurde er als Leutnant in das Offizierskorps der Air Force aufgenommen. In der Folge durchlief er alle Offiziersgrade vom Leutnant bis zum Zwei-Sterne-General.
Im Lauf seiner militärischen Karriere absolvierte er verschiedene Kurse und Schulungen. Dazu gehörten unter anderem eine Ausbildung zum Kampfpiloten und weitere Fortbildungskurse als Pilot neuer Flugzeugtypen; die Squadron Officer School auf der Maxwell Air Force Base in Alabama und das Air Command and Staff College, das sich ebenfalls auf der Maxwell AFB befindet. Außerdem erhielt er akademische Grade von der University of Colorado Boulder und der Stanford University.
In seinen frühen Jahren als Offizier der Luftwaffe war er an verschiedenen Stützpunkten in den Vereinigten Staaten stationiert. Dabei war er als Pilot, Flugausbilder oder Stabsoffizier bei unterschiedlichen Einheiten tätig. Dazwischen absolvierte er die erwähnten Schulungen. Zwischen April 1995 und Februar 1998 war er auf der Misawa Air Base in Japan stationiert. Danach setze er seine Offizierslaufbahn in den Vereinigten Staaten fort.
Zwischen Juni 2008 und Juli 2010 kommandierte Jason Armagost als Oberstleutnant auf der Whiteman Air Force Base in Missouri die 13. Bomberschwadron (13th Bomb Squadron). Nach seiner Zeit an der Stanford University gehörte er ab August 2011 bis Juni 2013 dem Stab der Joint Chiefs of Staff an. Dort leitete er die Unterabteilung für nukleare Operationen (Chief, Nuclear Operations Division). Daran schloss sich eine Versetzung auf die Andersen Air Force Base auf der pazifischen Insel Guam an, wo er zwischen Juli 2013 und Juli 2014 stellvertretender Kommandeur des 36. Geschwaders (36th Wing) war.
Danach übernahm er auf der Minot Air Force Base in North Dakota den Oberbefehl über das 5. Bombergeschwader, den er zwischen Juli 2014 und Juni 2016 innehatte. Es folgte eine Versetzung zum United States Strategic Command, der auf der Offutt Air Force Base in Nebraska angesiedelt ist. Bis Mai 2017 gehörte Armagost als Deputy Director, Current Operations dem Stab dieses Kommandos an. Anschließend erhielt er auf der Al Udeid Air Base in Katar das Kommando über das 379. Expeditionsgeschwader (379th Air Expeditionary Wing). Diesen Posten bekleidete er zwischen Juni 2017 und Juni 2019.
Sein nächster Auftrag führte ihn auf die Barksdale Air Force Base in Louisiana zum Stab des Air Force Global Strike Commands. Dessen Stab gehörte er in unterschiedlichen Funktionen zwischen Juli 2019 und August 2023 an. Seit 2022 war er gleichzeitig stellvertretender Leiter der Sicherheitsunterstützungsgruppe für die Ukraine (Deputy Commanding General for Security Assistance Group-Ukraine). Am 25. August 2023 übernahm er ebenfalls auf der Barksdale AFB als Nachfolger von Andrew Gebara das Kommando über die 8. Luftflotte und das Joint Global Strike Operations Center. Diese Ämter hat er bis heute (November 2024) inne.
Während seiner aktiven Zeit als Militärpilot absolvierte er über 2900 Flugstunden auf verschiedenen Flugzeugtypen.

## Daten der Beförderungen
| Abzeichen | Rang               | Jahr             |
| --------- | ------------------ | ---------------- |
|           | Second Lieutenant  | 27. Mai 1992     |
|           | First Lieutenant   | 27. Mai 1994     |
|           | Captain            | 27. Mai 1996     |
|           | Major              | 1. Dezember 2002 |
|           | Lieutenant Colonel | 1. August 2007   |
|           | Colonel            | 1. Juni 2012     |
|           | Brigadier General  | 2. Mai 2018      |
|           | Major General      | 7. Mai 2021      |

## Orden und Auszeichnungen
Jason Armagost erhielt im Lauf seiner militärischen Laufbahn unter anderem folgende Auszeichnungen:
- Air Force Distinguished Service Medal
- Defense Superior Service Medal
- Legion of Merit
- Defense Meritorious Service Medal
- Meritorious Service Medal
- Air Medal
- Aerial Achievement Medal
- Joint Meritorious Unit Award
- Meritorious Unit Award
- Air Force Outstanding Unit Award